# Zahakro
Zahakro est un village de la sous-préfecture de Toumodi dans la région du Bélier.